# دم‌فنری
دُم‌فَنَری‌ها نوعی جانور شبیه به حشره هستند.
دم‌فنری‌ها یا پادُمان (Collembola) بزرگ‌ترین گروه از سه گروه شش‌پایان امروزی هستند که دیگر به عنوان حشره دسته‌بندی نمی‌شوند.
این راسته از شش‌پایان بی‌بال (آپتری‌گوتا) شش‌پایان بسیار کوچکی هستند که به دلیل همین کوچکی کمتر مورد توجه‌اند. در اکوسیستم‌های طبیعی مخصوصاً در خاک‌هایی که مقدار زیادی هوموس وجود داشته باشد جمعیت‌های بسیار بالایی دارند. گاهی در هر متر مکعب خاک حدود صد هزار از آن‌ها دیده می‌شود و در هر هکتار میلیون‌ها میلیون از این حشرات فعالیت می‌کنند.
در سطح زیری چهارمین حلقه شکم راسته پادُمان یک اندامی بنام فورکولا (Furcula) دیده می‌شود؛ و در روی زمین، سومین حلقه شکم در سطح زیری شکم اندام دیگری بنام رتیناکلوم (Retinaculum) وجود دارد. موقعی که حشره نیاز به جهش و حرکت دارد فورکولا از رتیناکلوم که به صورت یک اندام قلاب مانند است آزاد می‌شود و با خوردن به زمین جهش پیدا می‌کند. راسته پادُمان در طبیعت بسیار زیاد هستند گاهی بعضی از گونه‌های خانواده (Sminthuridae) مثل (Sminthurus viridis) تحت شرایطی تبدیل به آفت می‌شوند و ممکن است به گیاهان زینتی خسارت بزند.